# Bryan Coquard
Bryan Coquard (Saint-Nazaire, 25 april 1992) is een Frans baan- en wegwielrenner die sinds 2022 rijdt voor Cofidis.

## Biografie

### Jeugd
Bryan Coquard begon zijn carrière als baanwielrenner met het omnium als specialiteit. Zo werd hij in 2009 als eerstejaars junior Europees kampioen in de scratch. In augustus reed hij op het Wereldkampioenschap voor junioren, gehouden in de Russische hoofdstad Moskou, naar het goud in het omnium, vlak voor thuisrijder Konstantin Koeperasov en de Duitser Nikias Arndt. 
Een jaar later prolongeerde hij zijn wereldtitel, ditmaal voor de Brit Sam Harrison. Ook reed hij een goed EK waar hij driemaal brons wist te winnen in de scratch, de ploegkoers, en als lid van de ploegenachtervolging. Ook op de weg toonde hij zijn groot potentieel. Tijdens het Europees wegkampioenschap moest hij in de spurt met 9 enkel net de duimen leggen voor de Sloveen Blaž Bogataj.
In 2011 stapte hij over naar de beloftencategorie. Samen met Benoît Daeninck, Damien Gaudin, Morgan Lamoisson en Julien Morice behaalde hij de nationale titel in de ploegenachtervolging. Met Lamoisson behaalde hij later nog zilver in de ploegkoers, en zelf zou hij ook nog de scratchrace winnen. Hoewel hij nog een belofte was trad hij in oktober dat jaar aan tijdens het Europees elitekampioenschap omnium gehouden te Apeldoorn. De amper 19-jarige Coquard verbaasde vriend en vijand door sterk te presteren. In de einduitslag moest hij enkel de Brit Edward Clancy laten voorgaan.
Vanaf 2012 tekende Coquard een contract bij Vendée U, het opleidingsteam van Team Europcar. Zijn grootste doel dat seizoen was het Olympisch omnium. Tijdens het nationaal kampioenschap wist hij zich tot Frans kampioen te kronen in zowel het omnium, als de ploegkoers, ook pakte hij de bronzen medaille in de scratch. Op het Europees kampioenschap voor beloften behaalde hij dat jaar zilver. Op de weg behaalde hij dat jaar onder andere de zege in de GP Cristal Energie. Tijdens de Olympische spelen won hij de afvalkoers van het omnium, en werd hij in alle andere onderdelen minimaal 5de. In de einduitslag eindigde hij uiteindelijk 2de, met twee punten meer dan winnaar Lasse Norman Hansen. Het Wereldkampioenschap op de weg eindigde dat jaar in een massaspurt. Hier wist Coquard sterk naar voren te komen en in het wiel te stranden van winnaar Aleksej Loetsenko. Hij pakte het zilver voor Tom Van Asbroeck.

### Elite
Op 1 januari 2013 werd Bryan Coquard prof bij Team Europcar. De Ster van Bessèges was een van de eerste wedstrijden die hij reed. In de tweede etappe wist hij de massaspurt te winnen, vlak voor klassementsleider Michael Van Staeyen. Ook twee dagen later wist hij de rit naar zich toe te trekken. Hierna volgde onmiddellijk de Ronde van Langkawi. Ook hier toonde hij zijn snelle benen door zowel de achtste als de negende rit te winnen. Gent-Wevelgem was de enige klassieker die hij dat jaar reed, hij eindigde er knap zestiende. In 2014 debuteerde hij na een goed seizoensbegin in de Tour, een vierde plek in de derde etappe was zijn beste resultaat. 
De Tour van 2022 moest Coquard missen als gevolg van een besmetting met COVID-19. De Fransman moest daarom een dag voor de start worden vervangen door landgenoot Pierre-Luc Périchon. Coquard nam vervolgens wel deel aan de Ronde van Spanje en behaalde daarin een tweede plaats in de etappe naar Montilla. Na de zestiende etappe verliet Coquard voortijdig de etappekoers.

## Baanwielrennen

### Palmares
| Jaar     | FK                                          | EK                                          | WK               | Overig                                 |
| Junioren | Junioren                                    | Junioren                                    | Junioren         | Junioren                               |
| -------- | ------------------------------------------- | ------------------------------------------- | ---------------- | -------------------------------------- |
| 2009     |                                             | Scratch · Ploegenachtervolging              | Omnium           |                                        |
| 2010     | Achtervolging · Ploegkoers                  | Scratch · Ploegenachtervolging · Ploegkoers | Omnium · Scratch |                                        |
| Beloften |                                             |                                             |                  |                                        |
| 2012     |                                             | Puntenkoers, Omnium                         |                  |                                        |
| 2013     |                                             | Ploegenachtervolging · Scratch · Ploegkoers |                  |                                        |
| Elite    |                                             |                                             |                  |                                        |
| 2010     | Omnium                                      |                                             |                  |                                        |
| 2011     | Ploegenachtervolging · Scratch · Ploegkoers | Omnium                                      |                  |                                        |
| 2012     | Ploegkoers · Omnium · Scratch               |                                             |                  | OS: Omnium · WB Eindklassement: Omnium |
| 2013     |                                             |                                             |                  |                                        |
| 2014     |                                             |                                             |                  | Coupe de France: Ploegkoers            |
| 2015     | Ploegenachtervolging · Ploegkoers · Omnium  | Eleminator · ploegkoers                     | Ploegkoers       |                                        |
| 2019     |                                             | Puntenkoers · Afvalkoers                    |                  |                                        |

## Wegwielrennen

### Overwinningen
2013
2e en 4e etappe Ster van Bessèges
Puntenklassement Ster van Bessèges
8e en 9e etappe Ronde van Langkawi
2e etappe Ronde van Picardië
Châteauroux Classic de l'Indre
2014
3e en 4e etappe Ster van Bessèges
Route Adélie de Vitré
Parijs-Camembert
1e etappe Ronde van Picardië
2015
3e etappe Ster van Bessèges
1e etappe Vierdaagse van Duinkerke
Punten- en jongerenklassement Vierdaagse van Duinkerke
2e en 4e etappe Route du Sud
Puntenklassement Route du Sud
2016
1e en 2e etappe Ster van Bessèges
Puntenklassement Ster van Bessèges
Route Adélie de Vitré
2e etappe deel A Ronde van de Sarthe
1e, 2e en 3e etappe Vierdaagse van Duinkerke
Eind-, punten-, en jongerenklassement Vierdaagse van Duinkerke
Proloog en 2e etappe Boucles de la Mayenne
Eind- en puntenklassement Boucles de la Mayenne
1e en 2e etappe Route du Sud
2017
5e etappe Ronde van Valencia
4e etappe Ruta del Sol
2e en 5e etappe Ronde van de Sarthe
Puntenklassement Ronde van de Sarthe
1e etappe Ronde van België
2018
1e etappe Ronde van Oman
4e etappe Vierdaagse van Duinkerken
5e etappe Ronde van België
2019
1e etappe Ster van Bessèges
2e etappe Ronde van de Sarthe
4e etappe Vierdaagse van Duinkerke
Grote Prijs Marcel Kint
3e etappe Boucles de la Mayenne
5e etappe Ronde van België
Grand Prix Pino Cerami
Puntenklassement Ronde van Wallonië
2e etappe Arctic Race of Norway
2020
1e etappe Route d'Occitanie
2022
2e etappe Ster van Bessèges
2e etappe Ronde van de Provence
2023
4e etappe Tour Down Under
1e en 3e etappe Région Pays de la Loire Tour
2024
2e etappe Ronde van Zwitserland
2025
4e etappe Tour Down Under

## Resultaten in voornaamste wedstrijden
| Jaar | Ronde van Italië | Ronde van Frankrijk | Ronde van Spanje |
| ---- | ---------------- | ------------------- | ---------------- |
| 2013 |                  |                     |                  |
| 2014 |                  | 104e                |                  |
| 2015 |                  | 110e                |                  |
| 2016 |                  | 113e                |                  |
| 2017 |                  |                     |                  |
| 2018 |                  |                     |                  |
| 2019 |                  |                     |                  |
| 2020 |                  | 122e                |                  |
| 2021 |                  | buiten tijd         |                  |
| 2022 |                  |                     | opgave           |
| 2023 |                  | 98e                 | opgave           |
| 2024 |                  | 104e                | opgave           |
| 2025 |                  | opgave              |                  |

| Jaar | Milaan-San Remo | Gent-Wevelgem | Ronde van Vlaanderen | Amstel Gold Race | Brabantse Pijl | Parijs-Tours | Scheldeprijs |  | WK op de weg |  | Wereldranglijsten |
| ---- | --------------- | ------------- | -------------------- | ---------------- | -------------- | ------------ | ------------ |  | ------------ |  | ----------------- |
| 2013 |                 | 16e           |                      |                  |                | 131e         |              |  |              |  |                   |
| 2014 | opgave          | 13e           |                      | 108e             |                |              |              |  |              |  | 134e (UWT)        |
| 2015 |                 |               |                      |                  | 63e            |              |              |  |              |  |                   |
| 2016 |                 | 26e           |                      | 4e               | 4e             | 5e           |              |  |              |  |                   |
| 2017 |                 |               | 65e                  | opgave           | 13e            |              |              |  |              |  |                   |
| 2018 |                 | 141e          | opgave               | opgave           | 19e            |              |              |  |              |  | 222e (UWR)        |
| 2019 |                 |               |                      | 39e              | 46e            | 47e          |              |  |              |  | 71e (UWR)         |
| 2020 |                 |               | opgave               |                  | 107e           | 54e          | ↑            |  |              |  |                   |
| 2021 |                 | 53e           | opgave               |                  |                | 6e           | 44e          |  |              |  |                   |
| 2022 | 37e             |               |                      | 108e             | 36e            | 25e          |              |  |              |  |                   |
| 2023 | 56e             |               |                      | 55e              |                | 19e          |              |  | opgave       |  |                   |
| 2024 |                 |               |                      |                  |                |              |              |  |              |  |                   |
| 2025 |                 |               |                      |                  |                |              |              |  |              |  |                   |

## Ploegen
- 2013 –  Team Europcar
- 2014 –  Team Europcar
- 2015 –  Team Europcar
- 2016 –  Direct Énergie
- 2017 –  Direct Énergie
- 2018 –  Vital Concept Cycling Club
- 2019 –  Vital Concept-B&B Hotels
- 2020 –  B&B Hotels-Vital Concept p/b KTM
- 2021 –  B&B Hotels p/b KTM
- 2022 –  Cofidis
- 2023 –  Cofidis
- 2024 –  Cofidis
- 2025 –  Cofidis

Wielerploegen van Bryan Coquard
Arashiro ·
Berhane ·
Bernaudeau ·
Bouyer ·
Charteau ·
Chavanel ·
Coquard ·
Cousin ·
Gaudin ·
Gautier ·
Gène ·
Hurel ·
Jérôme ·
Kern ·
Lamoisson ·
Malacarne ·
Pichot ·
Quéméneur ·
Reza ·
Rolland ·
Thurau ·
Tulik ·
Turgot ·
Veilleux ·
Voeckler ·
Guillemois (stagiair) ·
Lecuisinier (stagiair) ·
Morice (stagiair) ·
Nauleau (stagiair) 
Arashiro · Berhane · Bernaudeau · Coquard · Cousin · Craven · Duchesne · Engoulvent · Gautier · Gène · Guillemois · Hurel · Jeandesboz · Jérôme · Kern · Lamoisson · Malacarne · Martinez · Méderel · Nauleau · Pichot · Quéméneur · Reza · Rolland · Sicard · Thurau · Tulik · Voeckler · Cardis (stagiair) · Cornu (stagiair) · Krainer (stagiair)
Arashiro · Bernaudeau · Boudat · Coquard · Cousin · Craven · Duchesne · Engoulvent · Gautier · Gène · Guillemois · Hurel · Jeandesboz · Jérôme · Lamoisson · Martinez · Méderel · Morice · Nauleau · Pichot · Quéméneur · Rolland · Sicard · Thévenot · Tulik · Voeckler · Guyot (stagiair) · Krainer (stagiair) · Sellier (stagiair)
Anderson · Boudat · Calmejane · Cardis · Chavanel · Coquard · Cornu · Duchesne · Gène · Grellier · Guillemois · Hurel · Jeandesboz · Morice · Nauleau · Petit · Pichot · Quéméneur · Sicard · Thévenot · Tulik · Voeckler · Gaillard (stagiair) · Ourselin (stagiair) · Sellier (stagiair)
Anderson · Boudat · Calmejane · Cardis · Chavanel · Coquard · Cornu · Duchesne · Gène · Grellier · Guillemois · Hivert · Hurel · Jeandesboz · Morice · Nauleau · Ourselin · Petit · Pichot · Quéméneur · Sicard · Tulik · Voeckler · Burgaudeau (stagiair) · Maitre (stagiair) · Orceau (stagiair)
Bagot · Boeckmans · Coquard · Corbel · Courteille · De Backer · Ermenault · Fournier · Garel · Lammertink · Le Bon · Lecroq · Manzin · Morice · Mottier · Müller · Pacher · Reza · Turgis · Van Genechten
Allegaert · Armée · Bidard · Bohli · Carvalho · Champion · Cimolai · Consonni · Coquard · Delettre · Fernández · Finé · Geschke · Jesús Herrada · José Herrada · Izagirre · Kreder · Lafay · Martin · Perez · Périchon · Renard · Rochas · Sajnok · Thomas · Toumire · Vanbilsen · Villella · Wallays · Walscheid · Zingle · Kolze Changizi (stagiair) · Lecamus-Lambert (stagiair) · Wood (stagiair)
Allegaert · Bidard · Carvalho · Champion · Cimolai · Consonni · Coquard · Delettre · Fernández · Finé · Geschke · Jesús Herrada · José Herrada · Izagirre · Kreder · Lafay · Lastra · Mariault · Martin · Noppe · Perez · Périchon · Renard · Rochas · Thomas · Toumire · Wallays · Walscheid · Wood · Zingle · Gudnitz (stagiair) · Knight (stagiair) · Larmet (stagiair)
Allegaert · Aniołkowski · Champion · Coquard · De Gendt · Debeaumarché · Elissonde · Fernández · Finé · Fretin · Geschke · Gougeard · Hermans · Herrada · G. Izagirre · J. Izagirre · Knight · Lastra · Mahoudo · Mariault · Martin · Noppe · Oldani · Perez · Renard · Robeet · Thomas · Toumire · Wood · Zingle · Coppens (stagiair) · Gruszczynski (stagiair) · Larmet (stagiair)
Allegaert · Aniołkowski · Aranburu · Buchmann · Carr · Coquard · De Gendt · Debeaumarché · Ferron · Finé · Fretin · Herrada · Izagirre · Izquierdo · Knight · Lastra · Maas · Mahoudo · Maisonobe · Moniquet · Oldani · Ourselin · Perez · Renard · Robeet · Samitier · Teuns · Thomas · Toumire · Touzé